# Gittersvamp
Gittersvamp, även kallad gallersvamp (Clathrus), är ett släkte om ca 20 arter i familjen Clathraceae.

## Kännetecken
Alla arterna är saprofager. Svamparnas fruktkroppar består av en nätformig sporbildande vävnad, som då den mognat flyter samman till en slemaktig massa. Denna äts av flugor, vilka sedan sprider sporerna vidare.

## Utbredning
Gittersvamparna lever främst i områden med tropiskt och tempererat klimat. Vissa arter förekommer emellertid även i svalare klimatzoner, exempelvis bläckfisksvampen (Clathrus archeri) som kan återfinnas i Centraleuropa norr om Alperna, dit den inplanterats från Australien eller Nya Zeeland.

## Arter i urval
- Bläckfisksvamp, Clathrus archeri
- Clathrus baumii
- Clathrus bicolumnatus
- Clathrus cameroensis
- Clathrus cheriar
- Clathrus chrysomycelinus
- Clathrus columnatus
- Clathrus crispus
- Clathrus crispatus
- Clathrus cristatus
- Clathrus delicatus
- Clathrus hainanensis
- Clathrus kusanoi
- Clathrus mauritianus
- Clathrus oahuensis
- Clathrus preussi
- Clathrus ruber – typart[3]
- Clathrus transvaalensis
- Clathrus treubii
- Clathrus xiningensis